# Monts du Samour
Les monts du Samour (en russe : Самурский хребет) forment un chaînon montagneux dans le Sud du Daghestan, en Russie, qui s'étire sur 193 kilomètres du sud-ouest au nord-est et qui appartient au système des montagnes du Caucase du Nord (Bokovoï khrebet, « chaîne de côté » en russe) parallèles au Grand Caucase. Ils sont délimités à l'ouest par les monts Dültydag. Le point culminant des monts du Samour, qui doivent leur nom au fleuve Samour, est le mont Alakhoundag (3 849 mètres) et leur sommet le moins élevé est le mont Khaki (1 049 mètres)[précision nécessaire]. Les monts du Samour sont situés au partage des eaux du Samour et de la rivière Gülgueritchaï.

## Géographie

### Situation, topographie

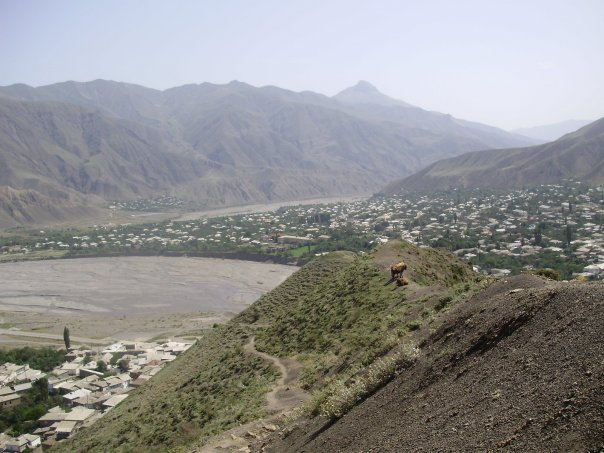
Vue des monts du Samour et en particulier du Guestinkil (2788 m) au-dessus du village d'Akhty.

Les monts du Samour se trouvent dans le Sud du Daghestan, dans les territoires administratifs des raïons (districts) des Routoules, d'Akhty, des Agoules, de Kourakh et de Magaramkent. Le Samour coule depuis le sud des monts. D'Akhty jusqu'à la fin des monts de Samour se dresse en parallèle le chaînon du Chalbouzdag, tandis que le Guelmetz d'Akhty se dresse parallèlement aux monts du Samour entre les villages de Loutchek et d'Akhty (raïon des Routoules et raïon d'Akhty).
Parmi les sommets des monts du Samour, on peut distinguer le Kouroudag (3 837 m), l'Amirsoundoukhibach (3 826 m), l'Amir (3 778 m), le Kourapdag (3 724 m), l'Ounadag (3 695 m), le Gryssal (3 534 m), le Yalak (3 004 m) et le Guestinkil (2 788 m).

### Géologie
Les monts du Samour sont formés de schiste noir avec des pentes ravinées.

### Climat
Le climat est modérément continental et peu humide avec des hivers doux. Les températures minimales en hiver en montagne varient de -10 à −18 °C et les maximales en été peuvent atteindre 38 °C avec des périodes de sécheresse marquées.

### Faune et flore
La flore est caractéristique de celle des zones alpines et subalpines. Il n'y a presque pas de forêts avec seulement quelques hêtres, chênes, érables et charmes, tandis que les sommets sont dépourvus de végétation.

## Source
- (ru) Cet article est partiellement ou en totalité issu de l’article de Wikipédia en russe intitulé « Самурский хребет » (voir la liste des auteurs).